# 적대적 매체 효과
적대적 매체 효과(Hostile media effect)는 어떤 문제에 대해 기존 태도가 강한 개인이 매체 보도를 자신의 편에 편향된 것으로 인식하는 경향을 의미하는 대중 커뮤니케이션의 지각 이론이다. 적대자의 관점에 찬성한다. 문제의 반대편에 있는 당파는 동일한 보도가 자신에게 편향되어 있다고 생각하는 경향이 있다. 이 현상은 로버트 발론, 리 로스, 마크 레퍼에 의해 처음 제안되고 실험적으로 연구되었다.

## 같이 보기
- 인지 편향
- 포위 심리
- 대중 매체 속 폭력의 영향
- 자기 고양적 편견
- 선택적 인지
- 가짜뉴스
- 피해의식